# لیا کونیگ
لیا کونیگ (عبری: ליא קניג‎؛ زادهٔ ۳۰ نوامبر ۱۹۲۹) بازیگر اهل اسرائیل است. وی را «بانوی نخست تئاتر اسرائیل» لقب داده‌اند.

## زندگی‌نامه
او در خانواده‌ای سکولار از تبار یهودیان اشکنازی زاده شد و والدینش هنرپیشگانی ییدیش بودند. او دوران کودکی خود را در لهستان و تاشکند (جمهوری شوروی سوسیالیستی ازبکستان) گذراند. پدرش در جریان هولوکاست کشته شد و او به همراه مادرش در دههٔ ۱۹۴۰ به رومانی رفت و دانشگاه ملی هنر بخارست مشغول به تحصیل شد و یک سالن نمایش یهودیان را در آنجا راه‌اندازی نمود. او سرانجام در سال ۱۹۶۱ به اسرائیل مهاجرت کرد.
کونیگ بیشتر به زبان عبری هنرنمایی می‌کند، اما گاهی در اسرائیل و در سراسر جهان در تئاترهایی به زبان ییدیش بازی می‌کند. او به زبان‌های ییدیش، عبری، انگلیسی، آلمانی، لهستانی، رومانیایی و روسی سخن می‌گوید.
دانشگاه برایلان و دانشگاه تل آویو به او مدرک دکترای افتخاری داده‌اند. وی همچنین برندهٔ جوایزی همچون جایزه اسرائیل شده‌است.